# جان آسپینال (بازیکن فوتبال)
جان آسپینال (انگلیسی: John Aspinall؛ زادهٔ ۱۵ مارس ۱۹۵۹) بازیکن فوتبال اهل بریتانیا است.
از باشگاه‌هایی که در آن بازی کرده‌است می‌توان به باشگاه فوتبال ترانمره راورز و باشگاه فوتبال آلترینچام اشاره کرد.